# 渡辺学
渡辺 学（渡邉 学、わたなべ まなぶ、1956年 - ）は、日本の宗教学者、ユング心理学研究者、南山大学教授。

## 経歴
千葉県生まれ。1979年上智大学文学部哲学科を卒業し、同大学院に進学。
1982年、博士前期課程修了し、シカゴ大学神学部へ留学。
1986年、シカゴ大学で修士号を取得。
1989年、筑波大学大学院哲学・思想研究科倫理学専攻博士課程を修了し、学位論文『C.G.ユングにおける心と体験世界』を提出して文学博士号を取得。
卒業後は、南山大学人文学部助手となった。講師、助教授を経て、現在同大学教授。

## 著書
- 『ユングにおける心と体験世界』（春秋社、南山大学学術叢書） 1991
- 『ユング心理学と宗教』（第三文明社） 1994

## 翻訳
- 『自我と無意識』（C・G・ユング、松代洋一共訳、思索社） 1984、のちレグルス文庫
- 『ユングの宗教心理学 神の像をめぐって』（ジェームズ・ハイジック、纐纈康兵共訳、春秋社） 1985
- 『心理学の死と再生』（アイラ・プロゴフ、春秋社） 1989
- 『木の夢 魂の根底について』（ヘルムート・ハルク、春秋社、シリーズ夢の道しるべ） 1992
- 『砂漠の夢 生の限界経験について』（ヴェレーナ・カースト、春秋社、シリーズ夢の道しるべ） 1992
- 『火の夢 元素的な変容の力について』（ギーゼラ・リース、春秋社、シリーズ夢の道しるべ） 1992
- 『水の夢 心のダイナミズムについて』（カリン・アンデルテン、春秋社、シリーズ夢のみちしるべ） 1992
- 『精神分析と宗教』（S・A・リーヴィ、玉川大学出版部） 1995
- 『聖なるものの精神分析』（J・W・ジョーンズ、玉川大学出版部） 1997
- 『ユングとスピリチュアリズム』（F・X・チャレット、堀江宗正, 葛西賢太, 高橋原共訳、第三文明社） 1997
- 『宗教の比較研究』（ヨアヒム・ヴァッハ、保呂篤彦, 奥山倫明共訳、法藏館、叢書・現代世界と宗教） 1999
- 『終末と救済の幻想 オウム真理教とは何か』（ロバート・J・リフトン、岩波書店） 2000
- 『タオ こころの道しるべ』（ジーン・シノダ・ボーレン、湯浅泰雄監訳、阿内正弘, 白濱好明共訳、春秋社） 2001
- 『宗教史の発見 宗教学と近代』（ハンス・G・キッペンベルク、月本昭男, 久保田浩共訳、岩波書店） 2005

## 監修
- 『湯浅泰雄全集』（太田富雄, 定方昭夫, 倉沢幸久共監修、白亜書房） 2005

## 参考
- 『ユング心理学と宗教』著者紹介
- 南山大学